# Billie Jean Theide
Billie Jean Theide (nascida em 1956) é uma escultora e ourives americana.
Theide nasceu em Des Moines, Iowa, em 1956. e frequentou a Universidade de Indiana, obtendo um MFA em 1982. Theide é professora de arte na Universidade de Illinois em Champaign, Illinois.
O seu trabalho encontra-se incluído nas colecções do Museu Smithsoniano de Arte Americana, da Kamm Teapot Foundation, do Young Museum, em São Francisco, e do Museu de Arte Nelson-Atkins.